# Beffroi de Besse
Le beffroi de Besse (ou Beffroy) est une structure défensive médiévale, situé à Besse-et-Saint-Anastaise (Puy-de-Dôme), en France.

## Généralités
Le monument est situé sur le territoire de la commune de Besse-et-Saint-Anastaise, dans le département du Puy-de-Dôme, en région Auvergne-Rhône-Alpes, en France. il est situé sur l'ancien tracé des remparts de la vieille ville, au sud de la bourgade.

## Historique
Le beffroi et la porte datent vraisemblablement du XVe siècle et ont été remaniés au XVIe siècle. Alors en ruine, il est reconstruit au début du XXe siècle.
Le beffroi est classé au titre des monuments historiques par arrêté du 15 février 1905.

## Description
Le monument se compose d'une porte de ville, ainsi que d'un beffroi accolé. La porte, dernière des trois portes de ville existante, donnait accès à la ville via une route à la pente accentuée et précédait une barbacane. Bâtie en plan carré, la porte à arcades accueillait autrefois une herse. À l'origine, cette porte était accompagnée de deux autres portes en bois permettant de renforcer la défense à cet endroit. La porte dispose également des corbeaux, mâchicoulis et ancien chemin de ronde. La base de la tour ainsi que la porte étaient percées de meurtrières. Un écusson simple orne la façade.
Le beffroi attenant à la porte se compose d'une tour carrée massive sur laquelle une tour octogonale est construite et terminé par un campanile. Ce campanile, surmonté d'une girouette à tête de loup, permettait au guetteur de sonner l'alerte en cas d'attaque. A l'intérieur, un escalier en colimaçon desserts plusieurs salles dont les anciens logis et salles des gardes. Une horloge est présente sur la tour et visait à opposer « sa mesure laïque du temps à celle de l'église et son clocher ».

## Galerie

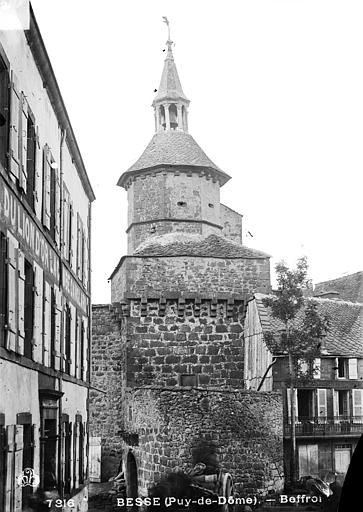
Le beffroi au début du XXe siècle.
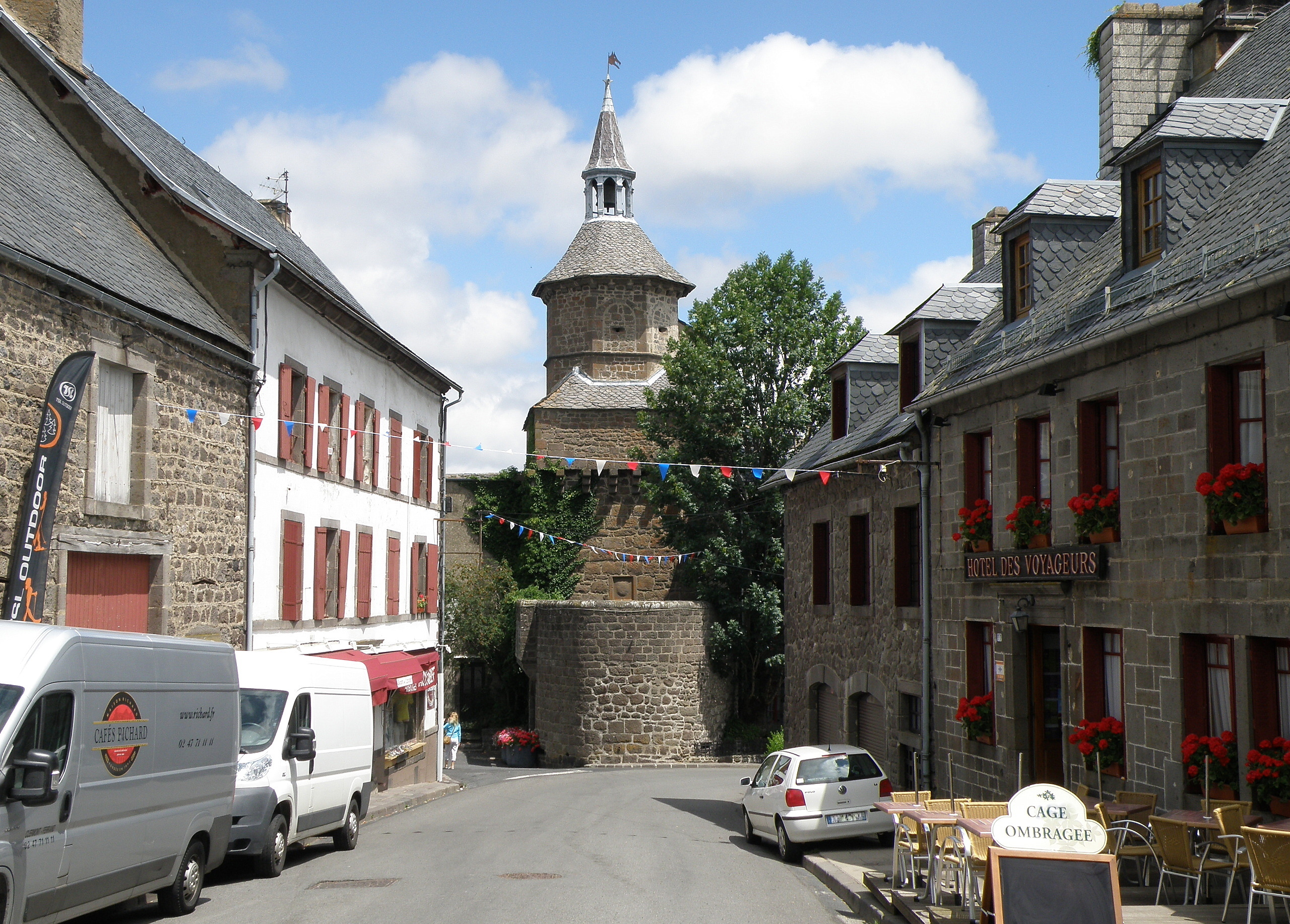
Vue générale.
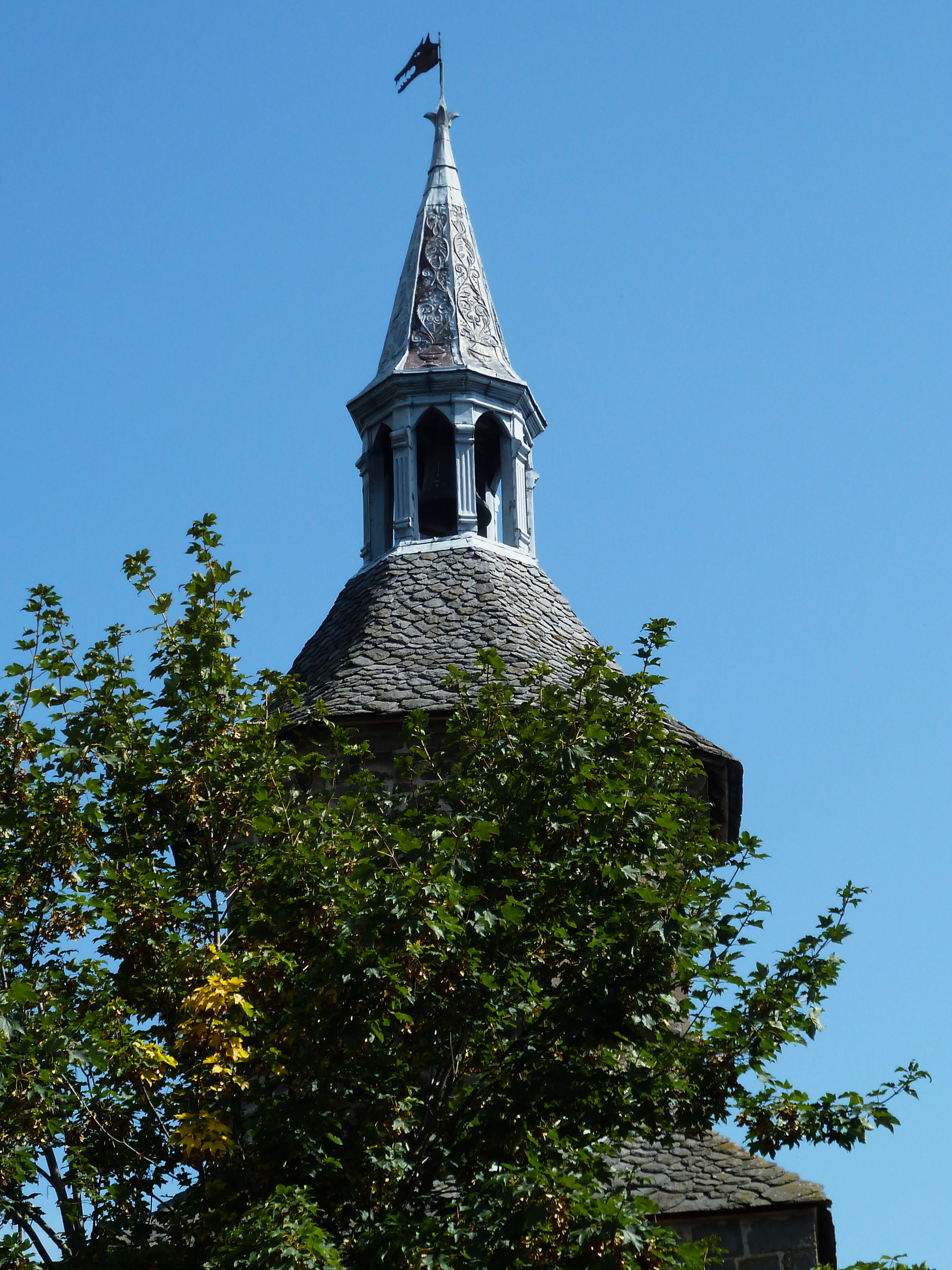
Détail du campanile.
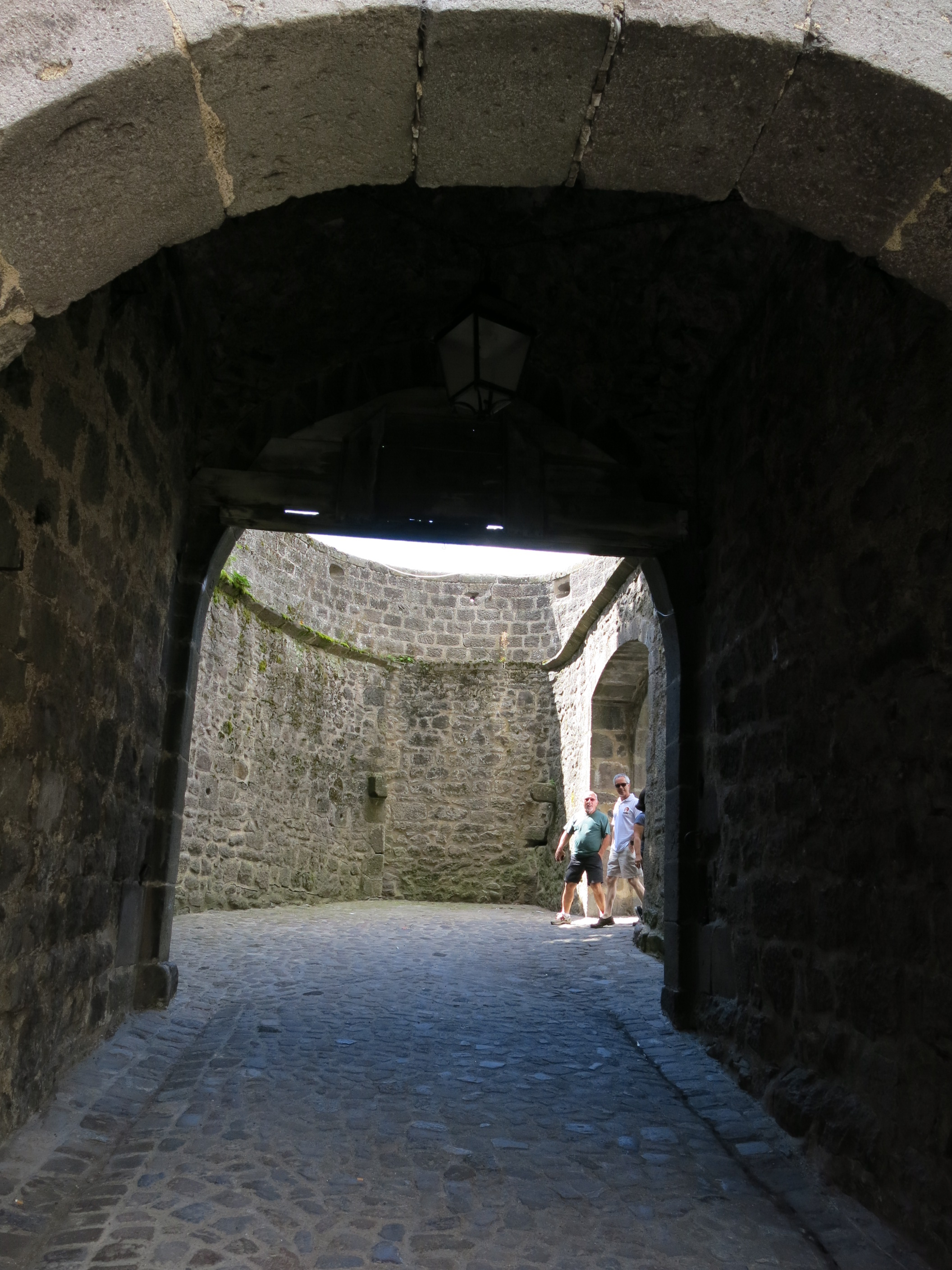
La barbacane.